# Hans Danielsson
Hans Danielsson, także Hasse Danielsson (ur. 11 sierpnia 1958 w Gislaved) – szwedzki żużlowiec.
Brązowy medalista młodzieżowych indywidualnych mistrzostw Szwecji (Målilla 1977). Dwukrotny medalista indywidualnych mistrzostw Szwecji: srebrny (Vetlanda 1981) oraz brązowy (Eskilstuna 1980). Dwukrotny medalista mistrzostw Szwecji w parach: srebrny (1981) oraz brązowy (1982).
Wielokrotny reprezentant Szwecji w eliminacjach drużynowych mistrzostw świata oraz indywidualnych mistrzostw świata (najlepszy wynik: Skien 1980 – VIII miejsce w finale skandynawskim).